# Ezequiel Jiménez Rojas
Ezequiel Jiménez Rojas (San José, 6 de abril de 1869 - 4 de marzo de 1957) fue un pintor y caricaturista costarricense, hermano del destacado intelectual Elías Jiménez Rojas. Es uno de los primeros propulsores del arte pictórico nacional al introducir el paisajismo rural con casa de adobes, tema que eventualmente se transforma en imagen nacional y parte de la identidad costarricense.

## Biografía
Por iniciativa de su madre, quien era habilidosa dibujante, Ezequiel Jiménez inicia sus clases de pintura a los 15 años de edad, bajo la tutela del artista Henry Etheridge. Durante esta época, tenía la costumbre de salir al campo a pintar del natural, lo que lo llevaría a convertirse en el primer pintor costarricense en abandonar los talleres para pintar paisajes al aire libre.
Sus primeros cuadros rurales de casas de adobe datan de 1885, tema que posteriormente se transformaría en parte de la iconografía nacionalista del país. Esta representación pasará a convertirse, algunos años después, en símbolo del grupo denominado Nueva Sensibilidad, que estuvo integrado, entre otros, por artistas como Teodorico Quirós, Francisco Zúñiga, Luisa González, Fausto Pacheco y Juan Manuel Sánchez Barrantes.
Hacia finales del siglo XIX y principios del XX, se dedicó a la caricatura y la ilustración de poemas. El tema de sus caricaturas será la ridiculización de aspectos de la vida cotidiana, exceptuando lo político. En esta época, aflorarán gran cantidad de periódicos satíricos en los que aparecerán sus caricaturas, sobre todo en el diario El nuevo Bocaccio (1901). 
Incursionó en la pintura costumbrista retratando escenas de la vida domésticas y aspectos cotidianos del costarricense. En 1903, ilustró el libro Concherías, de Aquileo Echeverría, siendo el primer pintor nacional en ilustrar libros.
Su primera exposición será a inicios del siglo XX, junto a Enrique Echandi, en la ciudad de San José. En 1914, asistió a la Academia de Bellas Artes de Tomás Povedano, pintor español radicado en Costa Rica, donde compartirá con muchos otros artistas de la época como Povedano, Emil Span, Emile de Mezerville, Alejandro Steiner. Hacia 1927, coincidirá con otros artistas como Teodorico Quirós, Fausto Pacheco y Manuel de la Cruz González.
En 1925, será uno de los cuatro artistas nacionales rigurosamente escogidos para representar a Costa Rica en la Exposición Panamericana de Arte celebrada en California, Estados Unidos, junto a Enrique Echandi, Tomás Povedano y Emil Span. Tres años después, participó en la I Exposición de Artes Plásticas auspiciada por el Diario de Costa Rica, donde obtuvo medalla de plata, misma que obtendría en la III Exposición de Artes Plásticas unos años después.
En 1930, recibió una invitación de la comisión organizadora de la Exposición Latinoamericana de Arte, realizada en Baltimore, Estados Unidos, a la cual envió su laureado óleo Aserrí. En 1934 fue escogido como Maestro del Paisaje Latinoamericano por sus óleos Aserrí y Paisaje: el hombre de la carga de leña, y en 1939 fue elegido miembro honorario del Comité Cultural Argentino, en la ciudad de Buenos Aires.
En 1953, se dedicó a pintar escenas populares.

## Fallecimiento
Falleció en San José, 4 de marzo de 1957.

## Obra
Ezequiel Jiménez Rojas es el primer paisajista en la historia de la pintura nacional, específicamente, el primer pintor dedicado a la representación o recreación del paisaje rural de Costa Rica, convirtiendo a la casa de adobes en icono representativo de la pintura nacional. Se dedicó al paisaje, en formato pequeño, con abundantes elementos naturales dispuestos en rincones modestos, que otorgan una sensación de gran quietud.
Los paisajes de Ezequiel Jiménez son de ajustado realismo, retratando una relación armoniosa entre el artista y la sociedad. Expresan un estado colectivo de bienestar emocional. La temática de los mismos comprende la pintura de género y costumbrista, marinas, la casa campesina, caminos y veredas, puentes e iglesias, composiciones sintetizados de perspectivas urbanas, casas de adobes, vistas panorámicas, ríos y campesinos, ermitas y volcanes.
En 1987, el escritor Luis Ferrero Acosta publicó el libro Gozos del recuerdo: Ezequiel Jiménez Rojas y su época, sobre la vida y obra del artista.